# 9327 Duerbeck
9327 Duerbeck eller 1989 SW2 är en asteroid i huvudbältet som upptäcktes den 26 september 1989 av den belgiske astronomen Eric W. Elst vid La Silla-observatoriet. Den är uppkallad efter den tyske astronomen Hilmar Duerbeck.
Asteroiden har en diameter på ungefär 14 kilometer.